# Hektar

Čtverec o délce strany 100 metrů má plochu 1 hektar.

Hektar (značka ha) je jednotka pro plošný obsah, používá se pro vyjadřování plochy zemědělské půdy a stavebních parcel, tzn. především v zemědělství, lesnictví a pro potřeby katastrů. Tato jednotka není jednotkou SI, i když je akceptováno její používání společně s SI jednotkami.
Hektar je stonásobkem jednotky ar, jak ukazuje předpona hekto-. Hektar je tedy roven 10 000 m², což je plocha čtverce o straně dlouhé 100 m. Tomu odpovídající název „hektometr čtvereční“ se však v praxi neužívá. Hektar je také setinou kilometru čtverečného.

## Převod na další jednotky

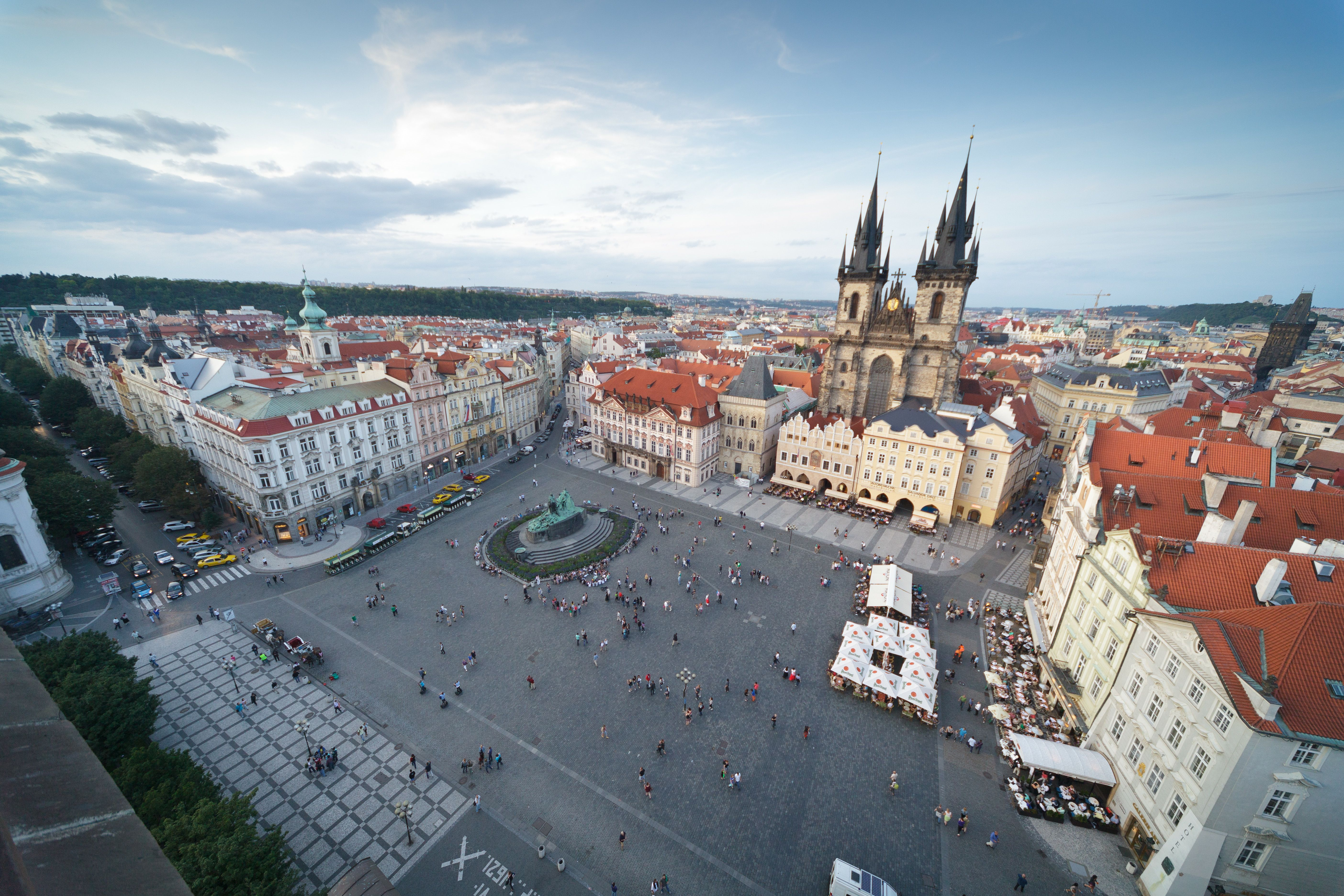
Staroměstské náměstí v Praze má plochu přibližně jeden hektar.

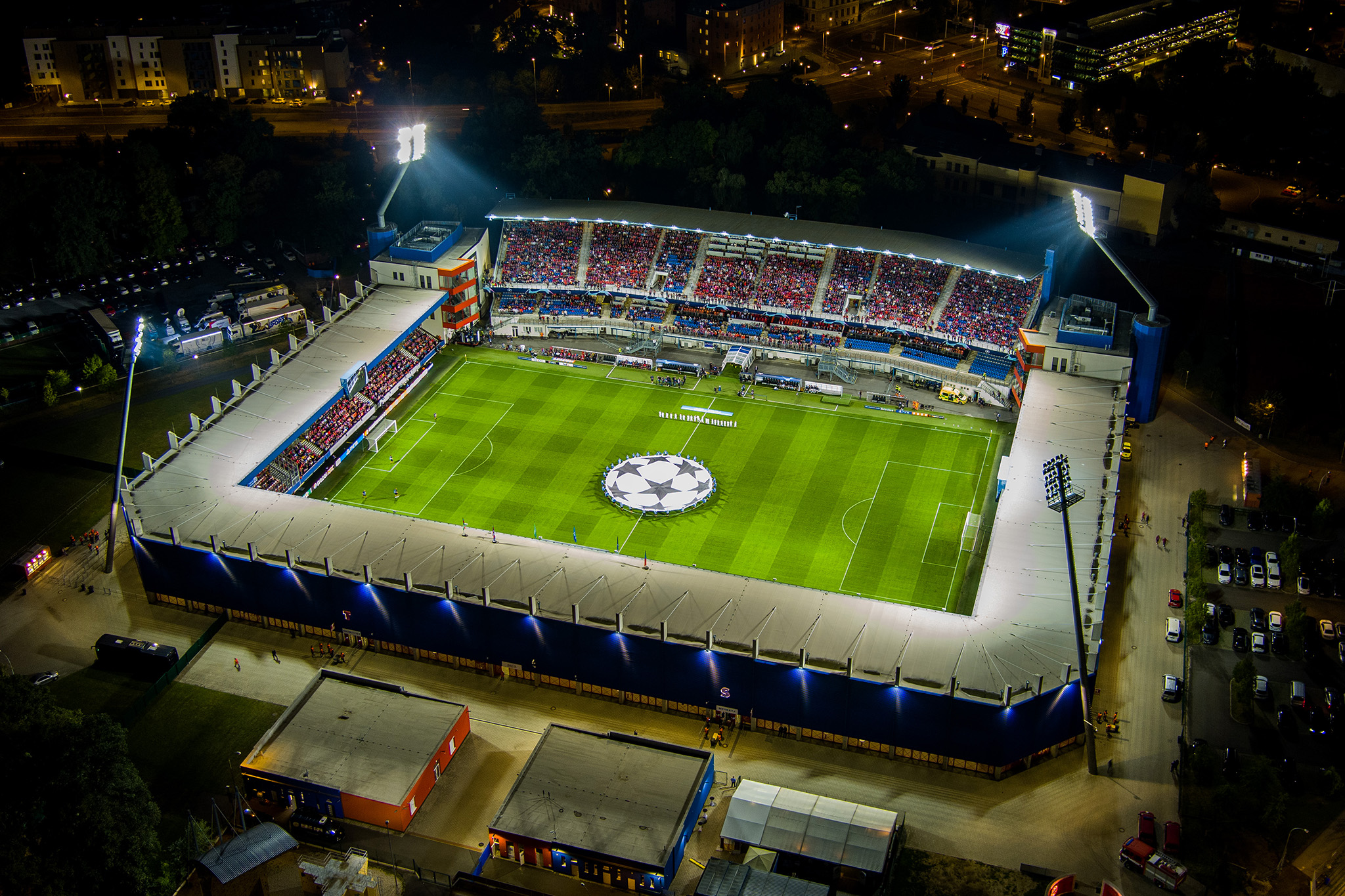
Fotbalová hřiště jako toto v Plzni mívají rozměr 105×68 m², tj. asi dvě třetiny hektaru.

1 hektar je roven:
- 0,01 km²
- 10 dekarů (daa)
- 100 arů
- 10 000 m²
- 1010 mm²

Ale také (mimo metrickou soustavu):
- 107 639 čtverečních stop
- 0,00386 102 čtverečních mil (statutárních)

## Příklady
- Fotbalové hřiště pro mezinárodní zápasy má plochu přibližně 2/3 hektaru (obecně pravidla dovolují rozmezí 0,4–1,08 ha).
- Václavské náměstí v Praze má rozlohu přes 4 hektary (zhruba 682×60 m).
- Celé Česko má rozlohu téměř 7,9 milionu hektarů.